# 鄭度 (自然地理學家)
郑度（1936年8月26日—），中国自然地理学家。出生于广东揭西。籍贯广东大埔。1958年毕业于中山大学地理系。1999年当选为中国科学院院士。中国科学院地理科学与资源研究所研究员，国家重点基础研究项目“青藏高原形成演化及其环境资源效应”首席科学家。中国大陆自然地理学的主要学科带头人之一。